# GREATEST HITS (Def Techのアルバム)
『GREATEST HITS』(グレイテストヒッツ)は、Def Tech初のベストアルバム。2012年4月18日にEuntalkから発売された。

## 解説
全曲の対訳(歌詞の英語部分を日本語、日本語部分を英語にしたもの)を歌詞カードに記載し、全曲をリマスタリングして収録されたこのベストアルバムは、新曲2曲を除いて全てがリリース順通りに収録されていて、Def Techのこれまでの軌跡が分かるようになっている。通常版に加え、初回限定版にはPVが収録されたDVD付きのものと、初回ローソン限定ではさらに限定タオルが付いたものが発売された。

## 収録曲

### CD
1. Vocaline
新曲
2. My Way
3. Pacific Island Music
4. High on Life
5. Consolidation Song (LIVE MIX)
6. KONOMAMA  Def Tech reintroducing RIZE
7. In Outside
8. Power in da Musiq ~Understanding
9. Irie Got ~ありがとうの詩~
10. いのり  Feat. SAKURA
11. Catch The Wave (NEW MIX)
オリジナルのレコーディング時に保存してあったセッションファイル(楽曲の作成は、ボーカルやバックの楽器それぞれの音などを別々にレコーディングして編集時に合成されるのが一般的であり、その時の個々のファイルデータをセッションファイルという。)をもう一度再構成して創られたもので、オリジナルとの相違は主にローエンド(周波数特性における低域端部分)の変更と、ストリングスの比率が大きくなっていることである。
12. Broken Hearts
13. Get Real
14. A-1
15. The Come Back
16. おんがく♫MUSIC (読みは、「おんがく おんぷ　ミュージック」)
17. Rays of Light
18. Golden Age
19. All That's In The Universe
20. 4 Eye, for You
新曲

### DVD
PV収録の初回限定版。
1. My Way
2. High on Life
3. Lokahi Lani
4. KONOMAMA  Def Tech reintroducing RIZE
5. Catch The Wave
6. いのり  Feat. SAKURA
7. A-1
8. The Come Back
9. Rays of Light
10. Golden Age
11. take it HIGHER!!
12. My Way (LIVE)
沖縄ライブでの映像が収録されている。
13. Deep Blue (LIVE)
武道館ライブでの映像が収録されている。